# Commission scolaire Western Québec
La Commission scolaire Western Québec (en anglais : Western Québec School Board) est une commission scolaire québécoise de régime linguistique anglais desservant les régions administratives de l'Outaouais et de l'Abitibi-Témiscamingue. Il s'agissait autrefois d'une commission scolaire protestante. Son siège est situé à Gatineau au Québec (Canada). En 2024, le président est Wayne Daly et le directeur général est George Singfield,.

## Histoire
La création de la Commission scolaire Western Québec (CSWQ) résulte d'une série de fusions de commissions scolaires plus petites. En 1998, lorsque les commissions scolaires religieuses du Québec ont été remplacées par des commissions linguistiques, sept écoles de langue anglaise anciennement désignées catholiques romaines sont transférées à la CSWQ. Les commissions scolaires du Québec étaient organisées, avant cette réforme et depuis la Confédération canadienne, selon un système confessionnel constitués d'organisations catholiques ou protestantes.

## Établissements

### Écoles primaires
La commission scolaire est responsable des écoles primaires suivantes :
- École primaire Buckingham (Buckingham, Gatineau)
- École primaire Chelsea (Chelsea)
- École primaire Dr. S. E. McDowell (Shawville)
- École primaire Eardley (Aylmer, Gatineau)
- École primaire Greater Gatineau (Gatineau, secteur Gatineau)
- École primaire Lord Aylmer (Aylmer, Gatineau)
- École primaire Onslow (Quyon)
- École primaire Pierre Elliott Trudeau (Hull, Gatineau)
- École primaire de Poltimore (Poltimore)
- École primaire Reine Elizabeth (Kazabazua)
- École primaire South Hull (Aylmer, Gatineau)
- École primaire St. John's (Campbell's Bay)
- École primaire de Wakefield (Wakefield)

### Écoles primaires et secondaires
La commission scolaire est responsable des écoles primaires et secondaires suivantes :
- École Dr Wilbert Keon (Chapeau)
- École G. Théberge (Témiscaming)
- École de la Vallée d'Or (Val-d'Or)
- École Maniwaki Woodland (Maniwaki)
- École intermédiaire de Namur (Namur)
- École Noranda (Rouyn-Noranda)

### Écoles secondaires
La commission scolaire est responsable des écoles secondaires suivantes :
- École secondaire D'Arcy McGee (Aylmer, Gatineau)
- École secondaire Hadley Junior (Hull, Gatineau)
- École secondaire Philemon Wright (Hull, Gatineau)
- École secondaire Pontiac (Shawville)
- École secondaire St. Michael (Low)
- École secondaire Symmes (Aylmer, Gatineau)

### Centres de formation générale et professionnelle aux adultes
La commission scolaire est responsable des centres de formation générale et professionnelle aux adultes suivants :
- Centre d'éducation aux adultes de Hull (Hull, Gatineau)
- Centre de formation générale et professionnelle de Maniwaki (Maniwaki)
- Centre de formation continue de Pontiac (Shawville)
- Centre de formation continue Western Québec - Val-d'Or (Val-d'Or)
- Centre des carrières Western Québec (Aylmer, Gatineau)
- Centre d'éducation aux adultes Anishnabe (Notre-Dame-du-Nord)